# Rattus koopmani
Rattus koopmani é uma espécie de roedor da família Muridae.
Apenas pode ser encontrada na Indonésia.